# Dokka
Dokka är en tätort som utgör centralort i Nordre Lands kommun i Innlandet fylke i sydöstra Norge. Tätorten hade 2 958 invånare 1 januari 2022. Invånare från andra närliggande orter kommer ofta till Dokka för att handla, här finns tre köpcentrum, Bergfossenteret, Bondlidsenteret och Sentrum. 

## Kända personer från Dokka
- Trygve Rønningen, journalist och programledare
- Rune Brattsveen, skidskytt
- Johanne Kolstad, backhoppare
- Kjetil Bjørklund, politiker
- Joachim Sørum, fotbollsspelare